# Andes mindanaensis
Andes mindanaensis är en insektsart som beskrevs av Frederick Arthur Godfrey Muir 1925. Andes mindanaensis ingår i släktet Andes och familjen kilstritar.
Artens utbredningsområde är Filippinerna. Inga underarter finns listade i Catalogue of Life.